# Lars Öberg
Lars Olof Öberg, född 7 april 1912 i Göteborg, död där den 9 oktober 1992, var en svensk läkare, medicinhistoriker och personhistoriker.
Öberg var son till bokhållaren Sven och Jenny Öberg, född Schagerström. Efter studentexamen i Göteborg blev han medicine licentiat i Stockholm 1938. Han var underläkare vid ögonkliniken på Sahlgrenska sjukhuset i Göteborg 1939–1944 och därefter privatpraktiserande ögonläkare i Göteborg fram till sin pensionering 1986.
Han var sekreterare i Göteborgs läkaresällskap 1948–1971 därefter ordförande där. Han var styrelseledamot i Sällskapet Gnistan 1965–1990 och ordförande 1971–1976 och därefter hedersledamot. Han invaldes 1969 i Kungl. Vetenskaps- och Vitterhetssamhället i Göteborg. 
Vid sidan av sin läkargärning var Öberg en av sin tids ledande medicinhistoriker med personhistorisk inriktning. Han skrev ett stort antal artiklar i Svenskt biografiskt lexikon och utgav två samlingar med biografier över Göteborgsläkare (1961 och 1986), historiker över Kärsö karantänsinrättning 1804–1933 (1968) och Göteborgs läkaresällskap (1983) samt en lång rad uppsatser i medicinhistoriska årsböcker och samlingsverk. Som sekreterare i Göteborgs Vitterhetssamhälle utgav Öberg en lång rad levnadsteckningar över vetenskapsmän med Göteborgsanknytning. Han blev medicine hedersdoktor vid Göteborgs universitet 1962.
Lars Öberg är begravd på Nya Varvets kyrkogård i Göteborg.

## Tryckta skrifter
En fullständig förteckning över Lars Öbergs tryckta skrifter 1936–1987 utgavs 1987 av Åke Lilliestam i serien Acta Bibliothecæ Universitatis Gothoburgensis 24.